# Quyền LGBT ở Azerbaijan
Quyền đồng tính nữ, đồng tính nam, song tính và chuyển giới (tiếng Azerbaijan: lezbiyan, gey, biseksual və transgender) ở Azerbaijan đối mặt với những thách thức pháp lý và xã hội mà những người không phải là LGBT không gặp phải. Hoạt động tình dục đồng giới đã được hợp pháp tại Azerbaijan kể từ ngày 1 tháng 9 năm 2000. Tuy nhiên, phân biệt đối xử dựa trên cả xu hướng tính dục và bản dạng giới không bị cấm ở nước này và hôn nhân đồng giới bị đặt ra ngoài vòng pháp luật.
Năm 2016, ILGA đã xếp hạng Azerbaijan là nơi tồi tệ nhất (49/49) ở châu Âu là LGBT, với lý do "gần như không có sự bảo vệ pháp lý" cá nhân LGBT. Vào năm 2017, ILGA-Châu Âu một lần nữa tuyên bố Azerbaijan là quốc gia tồi tệ nhất trong tất cả châu Âu về quyền LGBT, với quốc gia nhận được điểm số cuối cùng là 5%. Vào tháng 9 năm 2017, các báo cáo nổi lên rằng ít nhất 100 thành viên của cộng đồng LGBT của Baku đã bị bắt giữ, bề ngoài là một phần của một cuộc đàn áp mại dâm. Các nhà hoạt động báo cáo rằng những người bị giam giữ này đã bị đánh đập, thẩm vấn, buộc phải kiểm tra y tế và tống tiền.
Người LGBT phải đối mặt với tỷ lệ bạo lực, quấy rối và phân biệt đối xử cao.

## Bảng tóm tắt
| Hoạt động tình dục đồng giới hợp pháp                                                                                       | (Từ năm 2000)                                                                      |
| Độ tuổi đồng ý | (Từ năm 2000)                                                                      |
| Luật chống phân biệt đối xử chỉ trong việc làm                                                                              | No                                                                                 |
| Luật chống phân biệt đối xử trong việc cung cấp hàng hóa và dịch vụ                                                         | No                                                                                 |
| Luật chống phân biệt đối xử trong tất cả các lĩnh vực khác (bao gồm phân biệt đối xử gián tiếp, ngôn từ kích động thù địch) | No                                                                                 |
| Luật tội phạm thù hận | No                                                                                 |
| Hôn nhân đồng giới | No                                                                                 |
| Công nhận các cặp đồng giới                                                                                                 | No                                                                                 |
| Con nuôi của các cặp vợ chồng đồng giới                                                                                     | No                                                                                 |
| Con nuôi chung của các cặp đồng giới                                                                                        | No                                                                                 |
| Người LGBT được phép phục vụ công khai trong quân đội                                                                       | No                                                                                 |
| Quyền thay đổi giới tính hợp pháp                                                                                           | (Người chuyển giới có thể thay đổi tên nhưng không phải giới tính hợp pháp của họ) |
| Truy cập IVF cho đồng tính nữ                                                                                               | No                                                                                 |
| Mang thai hộ cho các cặp đồng tính nam                                                                                      | No                                                                                 |
| NQHN được phép hiến máu | Yes                                                                                |